# Salsola verdoorniae
Salsola verdoorniae är en amarantväxtart som beskrevs av Toelken. Salsola verdoorniae ingår i släktet sodaörter, och familjen amarantväxter. Inga underarter finns listade i Catalogue of Life.